# Gladbeck
Gladbeck är en stad i Kreis Recklinghausen i Regierungsbezirk Münster i förbundslandet Nordrhein-Westfalen i Tyskland.  Det bor cirka 76 000 invånare  i staden.

## Infrastruktur
I närheten av staden passerar motorvägarna A2, A31, A52 och förbundsvägen B224.